# Údolí smrti (Slovensko)

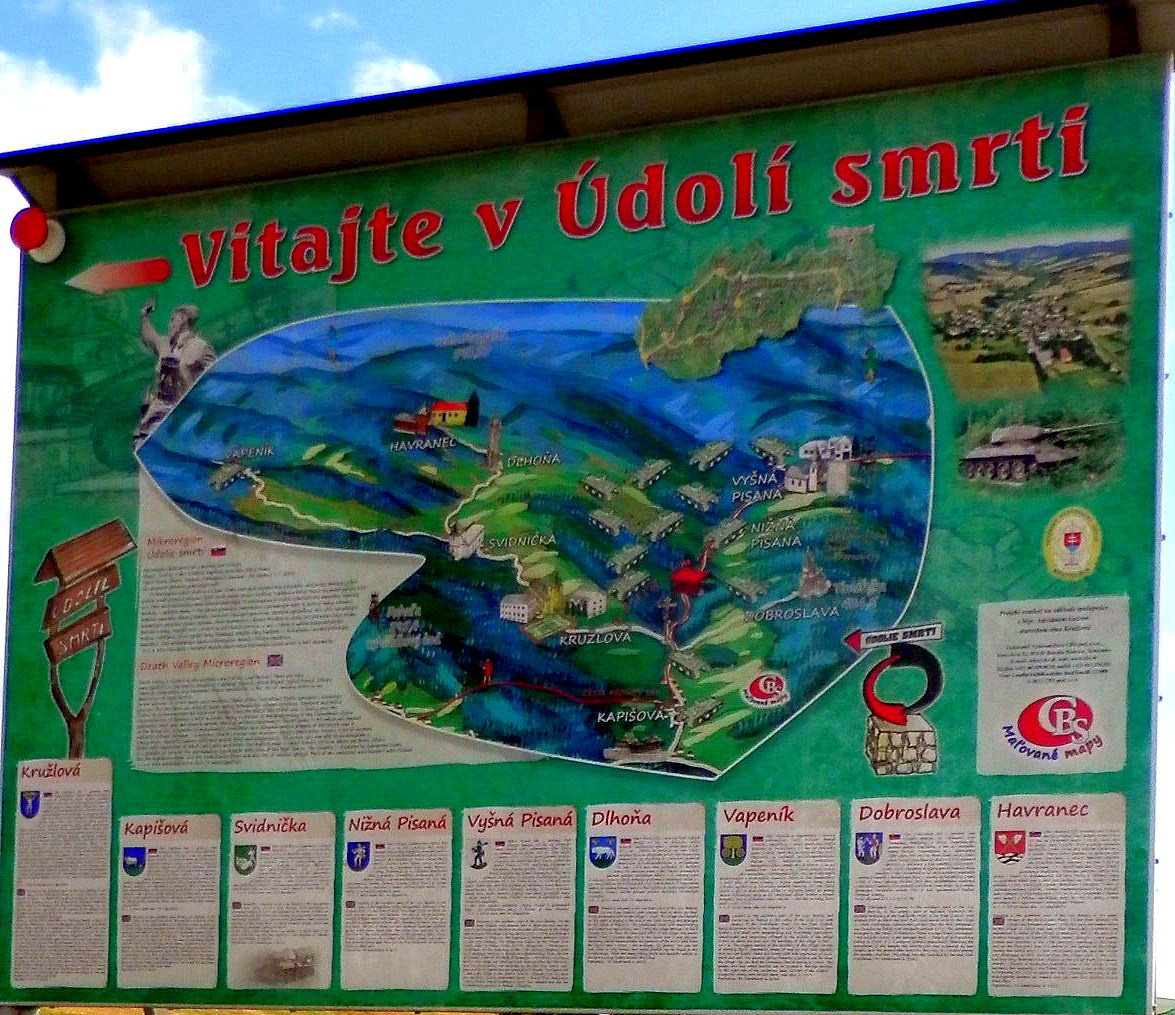
Údolí smrti, nákres území

Údolí smrti označuje údolí potoka Kapišovka, které se rozkládá mezi devíti obcemi v okrese Svidník. V tomto prostoru se během druhé světové války, v období od 21. do 27. října 1944 odehrály těžké boje, které byly součástí Karpatsko-dukelské operace. Boje přímo zasáhly obce: Dlhoňa, Dobroslava, Havranec, Kapišová, Kružlová, Nižná Pisaná, Svidnička, Vápeník a Vyšná Pisaná.
Během bitvy se tankové jednotky a pěchota 305. střelecké divize Rudé armády pokusily proniknout německou obranou 357. divize v údolí Kapišovky směrem z Dukelského průsmyku na Svidník. Ta se opírala o vhodný terén a byla podporována protitankovými zbraněmi. Obě strany utrpěly velké ztráty a nepřetržitými, dlouho trvajícími boji, v sychravém podzimním počasí, byly úplně vyčerpány. Bránící se jednotky Wehrmachtu přišly o téměř veškerou svou obrněnou techniku. Těžké ztráty a urputné boje na obou stranách, v nepříznivém podzimním počasí, nakonec znamenaly dočasné zastavení bojů. Německá 357. divize musela být stažena a nahrazena 168. divizí. V údolí říčky Kapišovka padlo na obou stranách až 11 000 vojáků, z nich bylo asi 5 000 vojáků Rudé armády, kteří jej překřtili na Údolí smrti. Mezi Nižnou Písanou a Kapišovou zůstaly zničené tanky T-34 sovětské 12. tankové brigády ponechány na místech, kde je zasáhly nepřátelské protitankové zbraně, aby se pro budoucí generace staly památníky a mementem těžkých bojů.

## Galerie

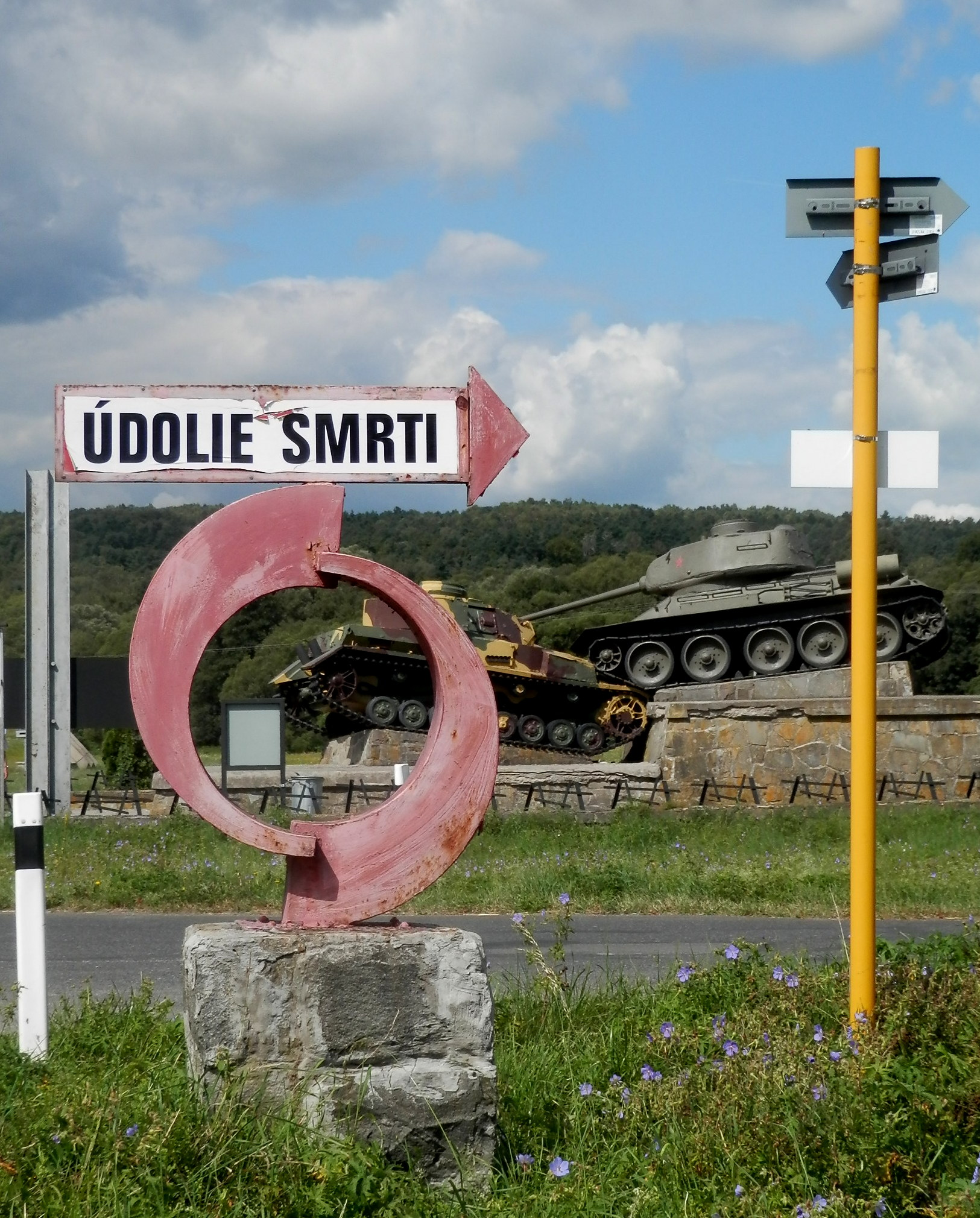
Údolí smrti, poutač
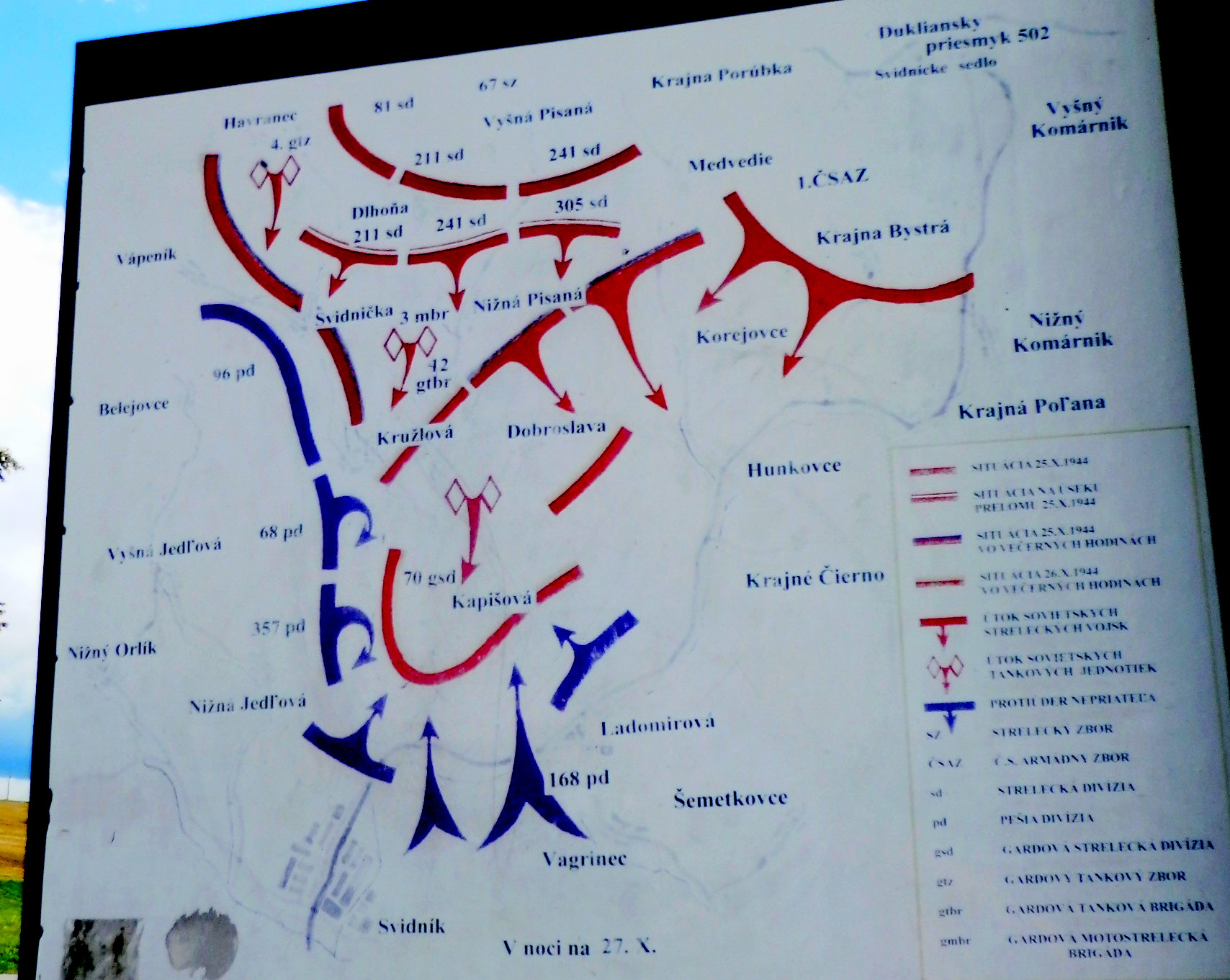
Vojenský situační nákres
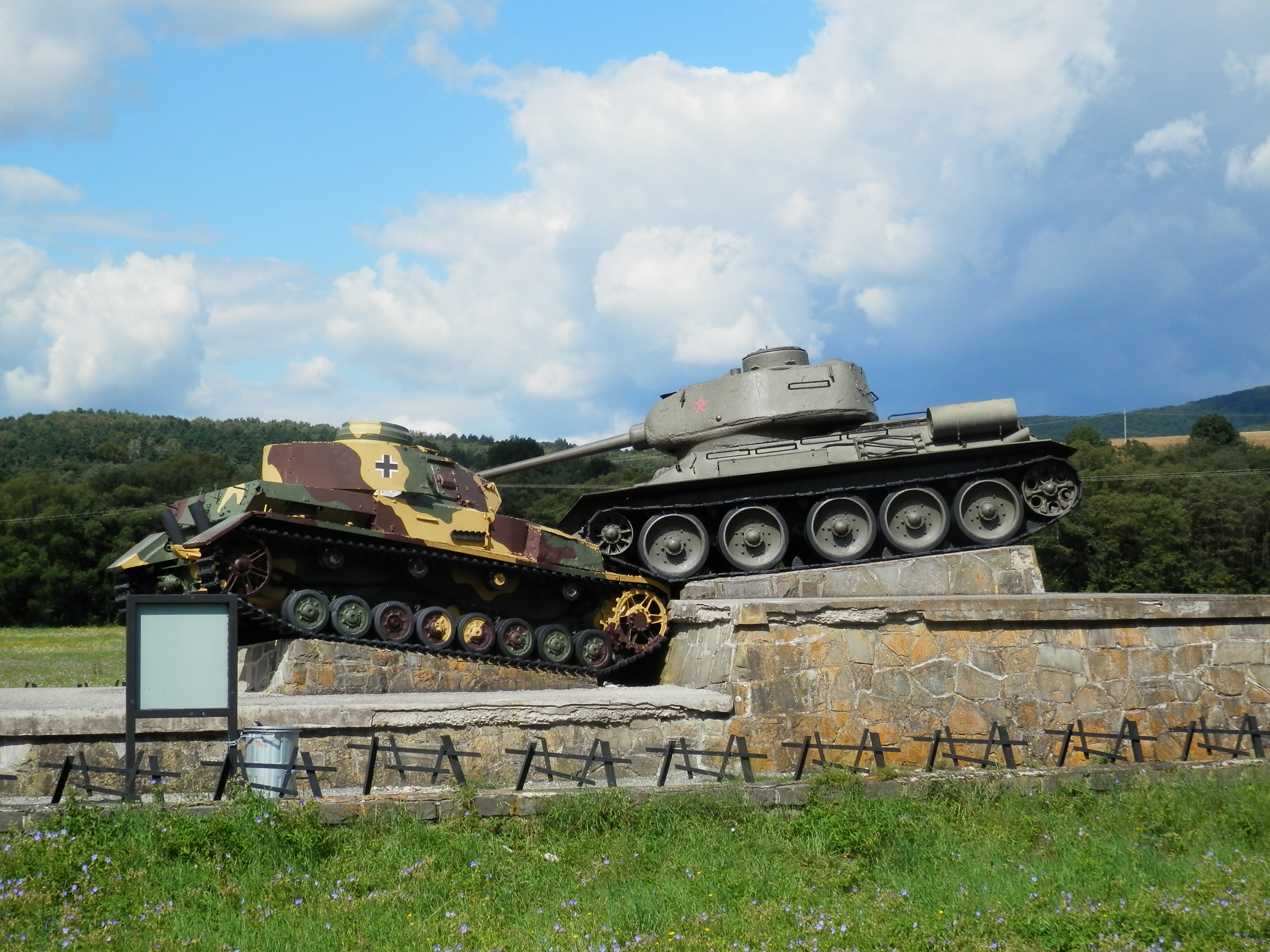
Hlavní památník tankistů ve Svidníku
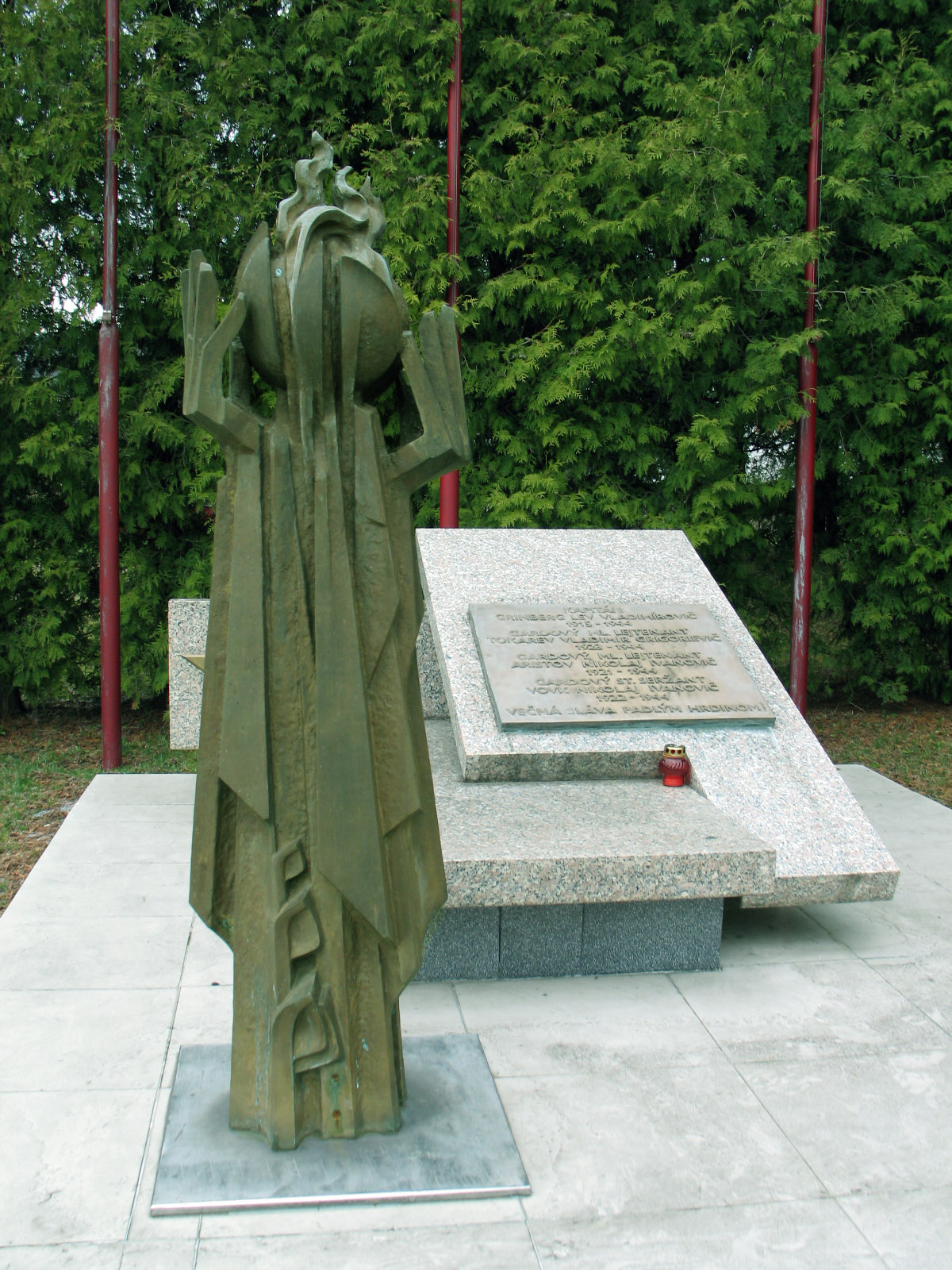
Památník v obci Dlhoňa
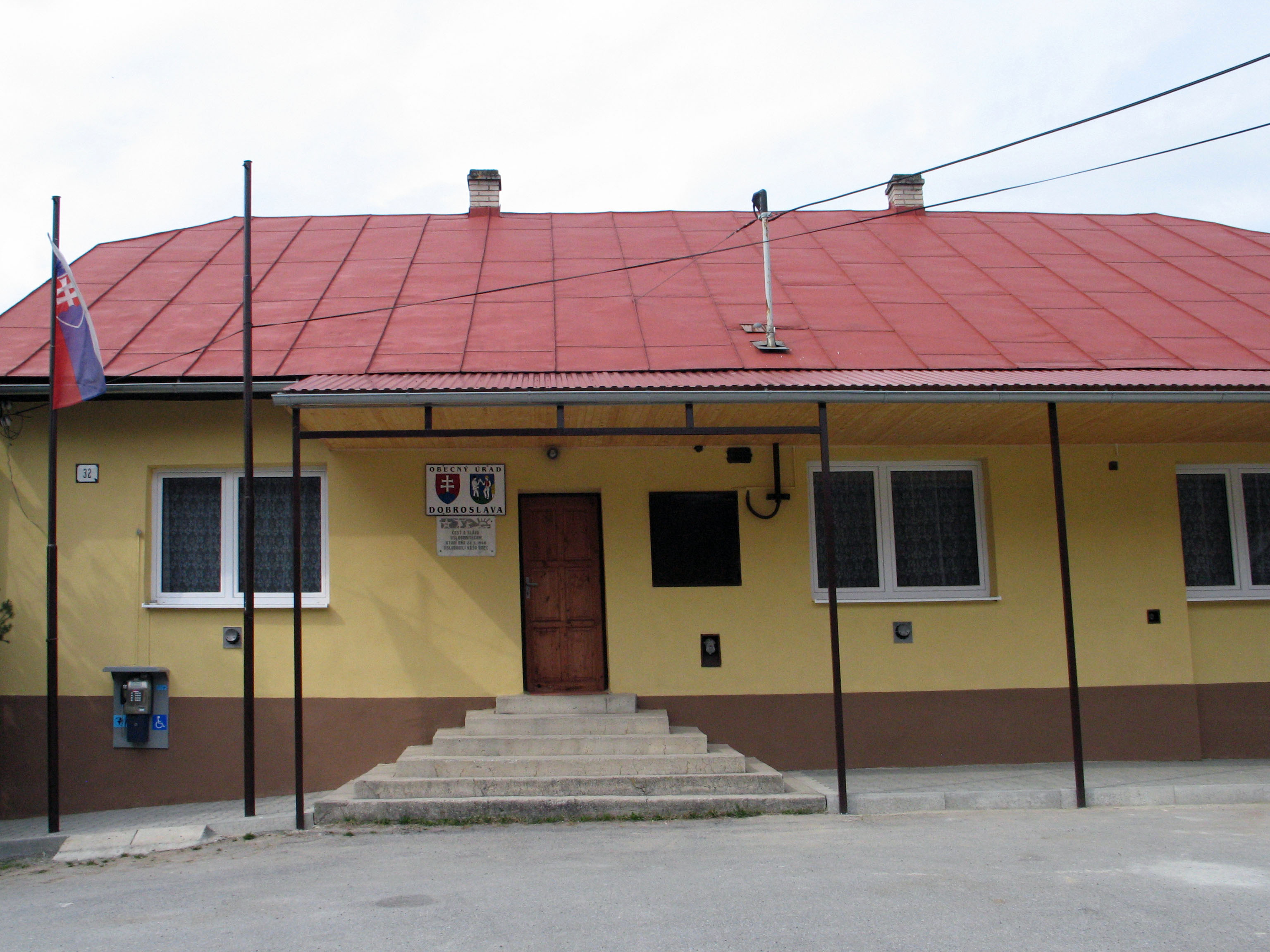
Obec Dobroslava
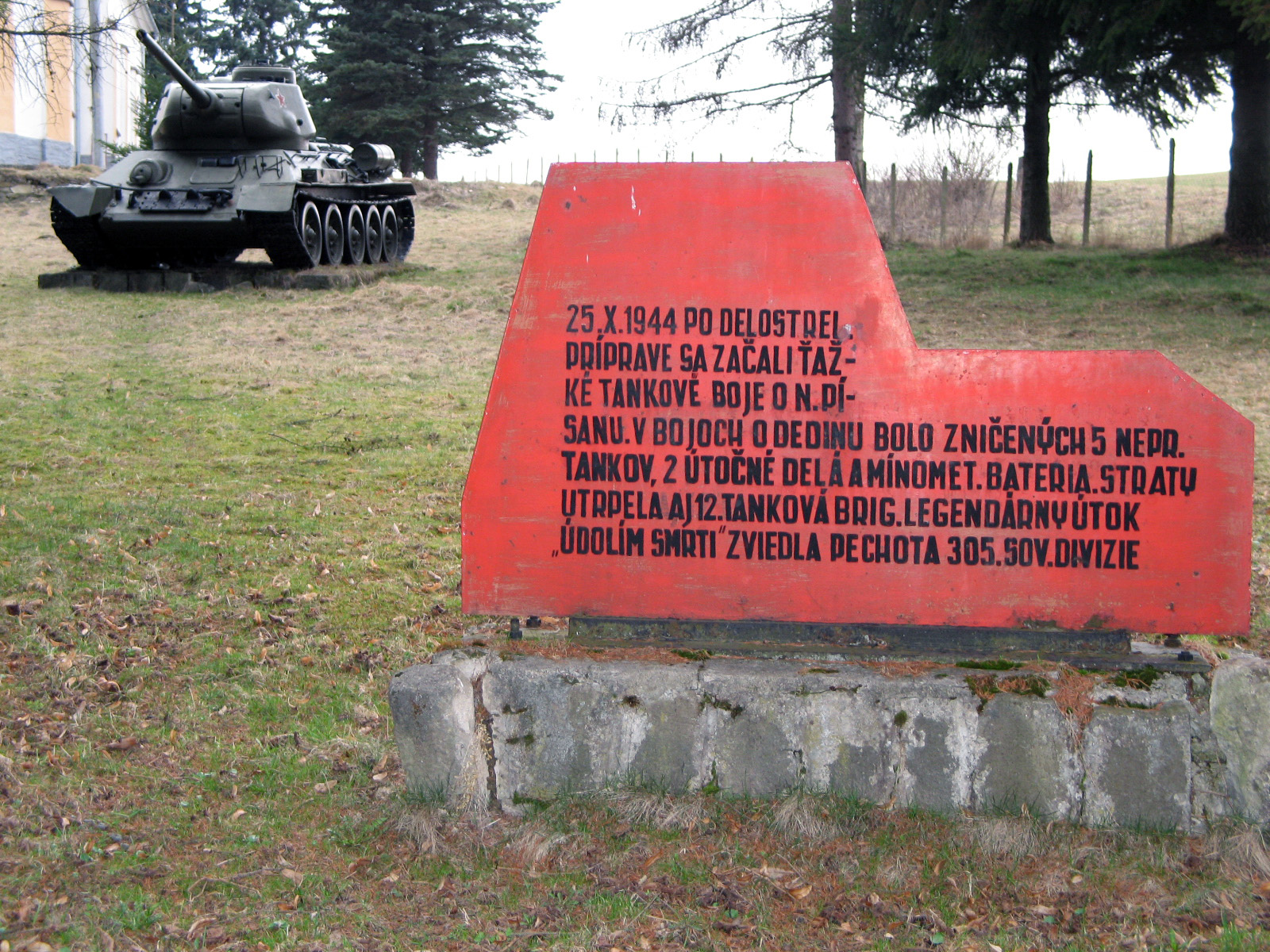
Památník v obci Nižná Pisaná
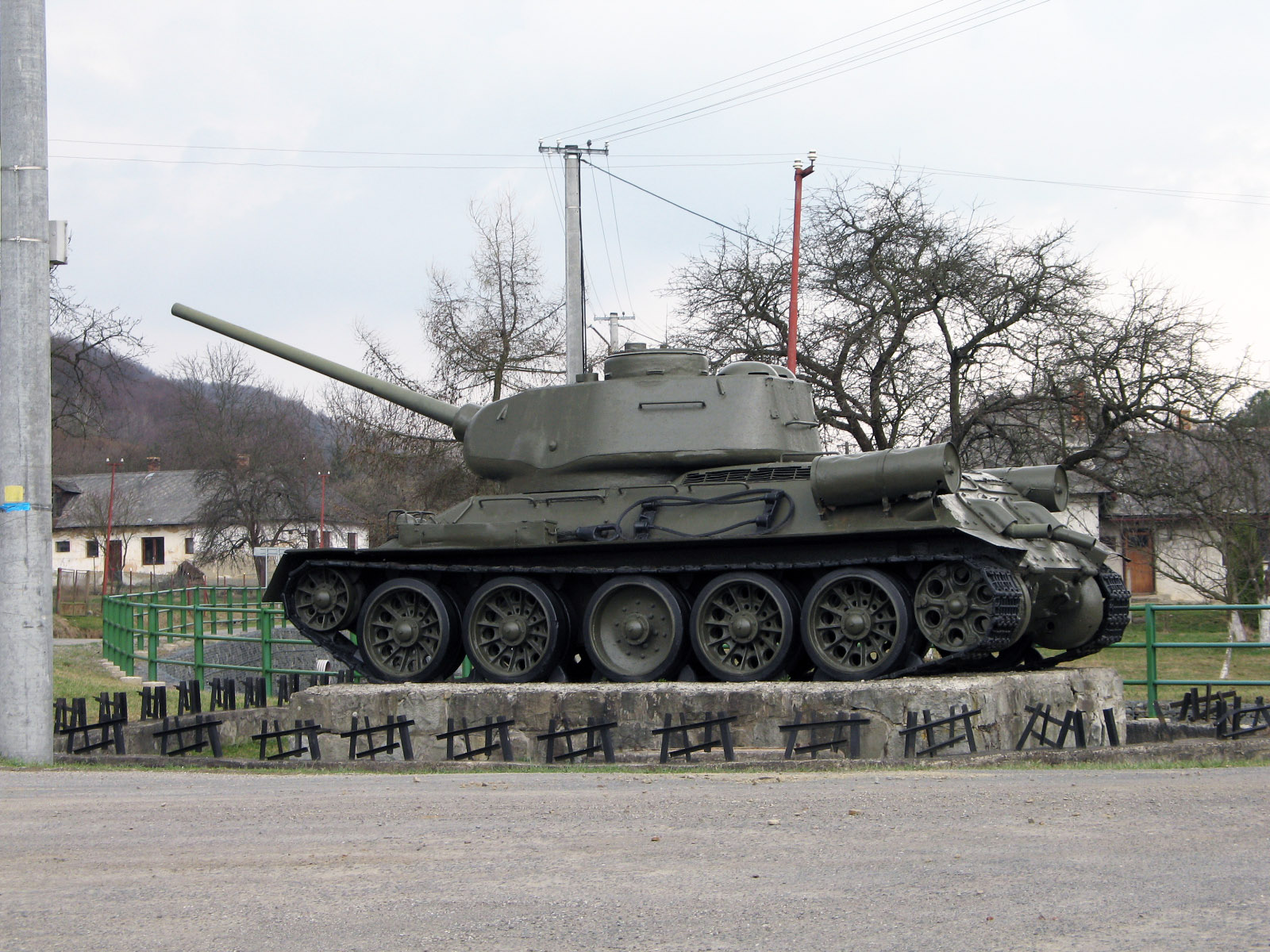
Památník v obci Svidnička
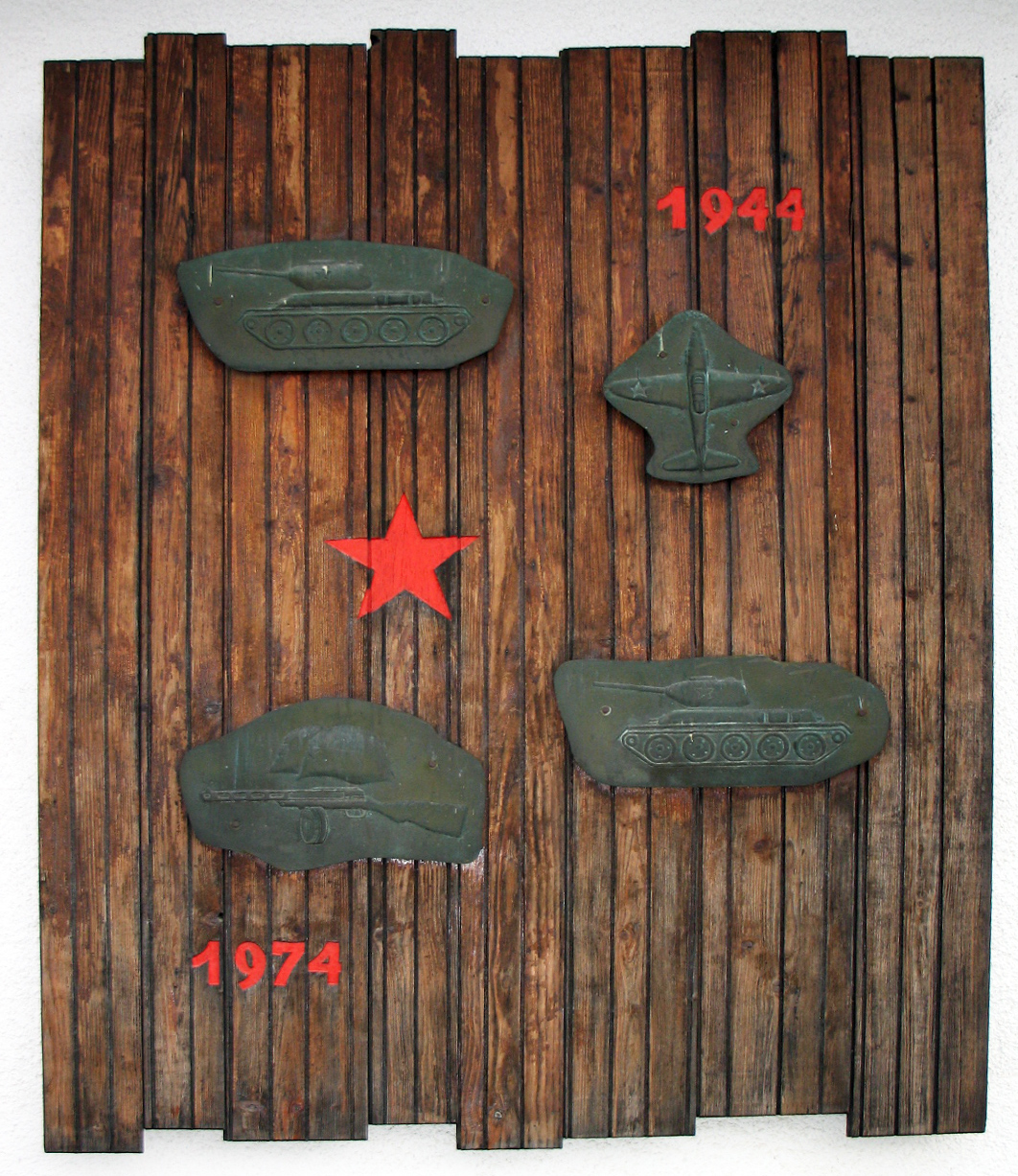
Památník v obci Vyšná Pisaná